# Bitdefender
Bitdefender – rumuńskie przedsiębiorstwo założone w 2001 roku przez Florina Talpeșa, które zajmuje się tworzeniem oprogramowania antywirusowego, zabezpieczającego urządzenia z systemem Linux, Windows, Mac OS, iOS oraz Android.

## Działalność
Bitdefender to międzynarodowa firma, współpracująca z przedsiębiorstwami oraz osobami prywatnymi, w ponad 150 krajach na całym świecie. Siedziba firmy znajduje się w Bukareszcie, w Rumunii. Zatrudnia ponad 1300 pracowników, a w 2015 roku posiadała 4200 wykwalifikowanych partnerów handlowych.
Od 2012 roku firma Marken Systemy Antywirusowe jest oficjalnym przedstawicielem w Polsce firmy Bitdefender.

### Pozycja na rynku
Począwszy od roku 2017 oprogramowanie liczy ponad 500 milionów użytkowników na całym świecie. Bitdefender to trzeci w kolejności program antywirusowy na świecie, który otrzymał certyfikat ICSA dla systemu Windows XP i pierwszy nagrodzony za innowacyjne rozwiązania przez Europan Commission and Academy. Posiada certyfikaty wszystkich głównych ośrodków certyfikujących programy antywirusowe: CheckMark, Av-Comparatives, Virus Bulletin, AV – Test, PC Mag, PC World, CRN.

## Produkty

### Rozwiązania dla użytkowników indywidualnych oraz małych firm

#### Produkty chroniące system Windows
Ochronę komputerów z systemem Windows oferują produkty Antivirus Plus, Internet Security i pakiety Family Pack oraz Total Security. Wspomniane oprogramowanie antywirusowe zapewnia ochronę przed szkodliwym oprogramowaniem (malware), skanuje urządzenie pod kątem podejrzanych zachowań i ostrzega użytkownika o potencjalnie niebezpiecznych stronach internetowych.

#### Produkty chroniące system MacOS
Zabezpieczenie komputerów z systemem MacOS stanowi program Bitdefender Antivirus for Mac oraz pakiety  Family Pack oraz Total Security. Zapewnia on ochronę przed szkodliwym oprogramowaniem (w tym przed oprogramowaniem szantażującym – ransomware). Oferuje również moduł usuwający oprogramowanie reklamowe (adware) i funkcję bezpieczne zakupy internetowe.

##### Produkty chroniące system iOS i Android
Bitdefender oferuje rozwiązanie antywirusowe oparte na chmurze, zawierające funkcje zapobiegania włamaniom i kradzieży, o nazwie Bitdefender Mobile Security.
| Funkcja                                 | Bitdefender Antivirus Plus | Bitdefender Internet Security | Bitdefender Total Security / Family Pack |
| --------------------------------------- | -------------------------- | ----------------------------- | ---------------------------------------- |
| Ochrona transakcji bankowych online     | T                          | T                             | T                                        |
| Zaawansowana ochrona przed zagrożeniami | T                          | T                             | T                                        |
| Ochrona sieci                           | T                          | T                             | T                                        |
| Inteligentny moduł antywirusowy         | T                          | T                             | T                                        |
| Ochrona przed ransomware                | T                          | T                             | T                                        |
| Doradca ochrony Wi-Fi                   | T                          | T                             | T                                        |
| Darmowa pomoc e-mail                    | T                          | T                             | T                                        |
| Menedżer haseł                          | T                          | T                             | T                                        |
| Doradca wyszukiwania                    | T                          | T                             | T                                        |
| Moduł antiphishing i antifraud          | T                          | T                             | T                                        |
| Niszczarka plików                       | T                          | T                             | T                                        |
| Skanowanie pod kątem luk                | T                          | T                             | T                                        |
| Menedżer haseł                          | T                          | T                             | T                                        |
| Firewall                                | N                          | T                             | T                                        |
| Bezpieczne pliki                        | N                          | T                             | T                                        |
| Ochrona kamery internetowej             | N                          | T                             | T                                        |
| Szyfrowanie plików                      | N                          | T                             | T                                        |
| Asystent rodzica                        | N                          | T                             | T                                        |
| Przyspieszanie urządzenia               | N                          | N                             | T                                        |
| Moduł antykradzieżowy                   | N                          | N                             | T                                        |
| Ochrona iOS                             | N                          | N                             | T                                        |
| Ochrona Mac OS                          | N                          | N                             | T                                        |
| Ochrona Androida                        | N                          | N                             | T                                        |
| Stałe aktualizacje                      | T                          | T                             | T                                        |

### Rozwiązania dla firm
Bitdefender posiada specjalną linię produktów, dedykowaną klientom korporacyjnym. Dzięki konsoli GravityZone administratorzy mają dostęp do łatwego i scentralizowanego zarządzania stacjami roboczymi, serwerami, skrzynkami mailowymi oraz urządzeniami mobilnymi.
Obecnie w ofercie znajdują się cztery rodzaje pakietów ochrony, w zależności od indywidualnych wymagań firmy: GravityZone Business Security, Advanced Business Security, Elite HD oraz Enterprise Security.
| Funkcje                                 | Bitdefender GravityZone Business Security | BItdefender GravityZone Advanced Business Security | Bitdefender GravityZone Enterprise Security |
| Funkcje                                 | Przeznaczony dla małych firm              | Przeznaczony dla średnich firm                     | Przeznaczony dla dużych organizacji         |
| --------------------------------------- | ----------------------------------------- | -------------------------------------------------- | ------------------------------------------- |
| Dostępne konsole                        | T                                         | T                                                  | T                                           |
| Maszyny Fizyczne                        | T                                         | T                                                  | T                                           |
| Serwery Fizyczne                        | T                                         | T                                                  | T                                           |
| Maszyny Wirtualne                       | T                                         | T                                                  | T                                           |
| Serwery Wirtualne                       | T                                         | T                                                  | T                                           |
| Microsoft Exchange                      | N                                         | T                                                  | T                                           |
| Urządzenia Mobilne                      | N                                         | (możliwe przy konsoli on-premise)                  | T                                           |
| Scentralizowane inteligentne skanowanie | N                                         | T                                                  | T                                           |
| Licencjonowanie procesorów              | N                                         | N                                                  | T                                           |
| Licencjonowanie ochrony na miesiące     | N                                         | (do zakupienia oddzielnie)                         | N                                           |
| Dodatkowe Moduły                        | N                                         | N                                                  | T                                           |